# Булгаков, Андрей Пантелеевич
Андрей Пантелеевич Булгаков (20 сентября 1920, Коренёк, Курская губерния — 24 апреля 1981, Коломна, Московская область) — заместитель командира эскадрильи 265-го истребительного авиационного полка 336-й истребительной авиационной дивизии 3-й воздушной армии 1-го Прибалтийского фронта. Герой Советского Союза.

## Биография

### Ранние годы
Андрей Пантелеевич Булгаков родился на хуторе Коренёк (ныне — в составе Губкинского городского округа Белгородской области) в семье русского крестьянина. Получив неполное среднее образование, в 1940 году Булгаков вступил в ряды Красной Армии. В 1941 году Булгаков окончил Чугуевскую военно-авиационную школу пилотов, в 1942-м — окружные курсы командиров звеньев ВВС.

### Участие в Великой Отечественной войне
Во время Великой Отечественной войны Андрей Булгаков, прибывший на фронт в 1943 году, особенно отличился в боях на 1-м Белорусском и 3-м Прибалтийском фронтах.
В качестве командира звена, а потом и заместителя командира эскадрильи, Булгаков постоянно инструктировал однополчан, в результате чего к январю 1945 года на счету его эскадрильи было 949 успешных боевых вылетов, 43 воздушных боя, 60 сбитых самолётов противника и 55 уничтоженных паровозов при потерях личного состава в 11 лётчиков и 12 самолётов. В ходе боёв Булгаков неоднократно выручал своих товарищей: так, 20 июля 1944 года, выполняя задачу по прикрытию наземных войск в районе Дорогуска, 8 советских истребителей были атакованы 12-ю истребителями противника Ме-109 и Fw-190. В ходе боя Ме-109 пытался сверху атаковать Як-9, которым управлял малоопытный младший лейтенант Тутко. В момент, когда Ме-109 при выходе из пике завис в воздухе, Булгаков смелым манёвром пристроился ему в хвост и с расстояния 50 метров сбил противника из 50-миллиметровой пушки, спас тем самым однополчанина. В том же бою Булгаков сбил другой вражеский истребитель, атаковав с кабрирования с дистанции 60 метров. Всего в том бою немцы потеряли 4 самолёта, и, несмотря на изначальное численное превосходство, ретировались.
К январю 1945 года на счету Андрея Булгакова было 182 боевых вылета, а выполненные боевые задачи включали сопровождение, прикрытие наземных войск, разведку и «свободную охоту». В 39 воздушных боях старший лейтенант Булгаков, пилотировавший истребитель Як-9, лично сбил фашистских 18 самолётов по данным наградного листа (по данным исследования М. Ю. Быкова на его счету 17 личных побед). В результате штурмовок Булгаковым было выведено из строя 15 паровозов, чем на длительное время было задержано передвижение противника; было уничтожено 20 автомашин с живой силой и военным имуществом; ликвидировано три огневые точки зенитной артиллерии, уничтожено 18 вагонов с боеприпасами и один аэростат-корректировщик.
| Тип самолёта     | Ju-88 | Ju-52 | Fw-189 | Ju-87 | Ме-109 | Fw-190 | Всего |
| Сбито Булгаковым | 1     | 1     | 1      | 2     | 2      | 11     | 18    |
| ---------------- | ----- | ----- | ------ | ----- | ------ | ------ | ----- |

Указом Президиума Верховного Совета СССР от 18 августа 1945 года Андрею Пантелеевичу Булгакову было присвоено звание Героя Советского Союза с вручением Ордена Ленина и медали «Золотая Звезда».

### После войны
В 1945 году Андрей Булгаков окончил Высшую офицерскую школу подготовки командиров эскадрилий. В 1954 году подполковник Булгаков уволился в запас.
До конца жизни Булгаков жил в городе Коломна Московской области, где работал инспектором по профилактике Коломенской пожарной команды.
24 апреля 1981 года Андрей Пантелеевич Булгаков скончался.